# Hanleya tropicalis
Hanleya tropicalis is een keverslakkensoort uit de familie van de Hanleyidae. De wetenschappelijke naam van de soort is voor het eerst geldig gepubliceerd in 1881 door Dall.